# Samuel Roth
Pour les articles homonymes, voir Roth.
Samuel Roth (1893 à Zboriv – 3 juillet 1974)  est un éditeur américain, proche d'Ezra Pound et James Joyce.

## Édition
- New Songs of Zion: A Zionist Anthology (New York:  Judean Press, 1914)[14]

## Magazines
- Two Worlds Monthly; Devoted to the Increase of the Gaiety of Nations (New York: Two Worlds Publishing, 1926-????)[15]
- Two Worlds: A Literary Quarterly Devoted to the Increase of the Gaiety of Nations, 1925[16]

### Poèmes
- Yahrzeit (poème), The Nation (8 mai 1920)[17]